# Râul Bresnic
Râul Bresnic este un curs de apă, afluent al râului Nera.   